# Bahnhof Umi-Shibaura
Der Bahnhof Umi-Shibaura (jap. 海芝浦駅, Umi-Shibaura-eki) ist ein Bahnhof auf der japanischen Insel Honshū. Er wird von der Bahngesellschaft JR East betrieben und befindet sich auf dem Gebiet der Stadt Yokohama in der Präfektur Kanagawa, genauer im Bezirk Tsurumi-ku. Sein einziger Ausgang führt auf ein Toshiba-Werksgelände und darf nur von Angestellten sowie angemeldeten Besuchern benutzt werden.

## Verbindungen
Umi-Shibaura ist die südliche Endstation einer Zweigstrecke der von JR East betriebenen Tsurumi-Linie. Sie ist 1,7 km lang und führt nach Asano, wo sie auf die Hauptstrecke nach Tsurumi trifft. Der Fahrplan ist in besonderem Maße auf den Pendlerverkehr ausgerichtet. Während der Hauptverkehrszeit fahren die Züge ungefähr alle 10 bis 25 Minuten nach Tsurumi, tagsüber an Werktagen sowie ganztägig an Wochenenden und Feiertagen alle 40 bis 80 Minuten.

## Anlage
Der Kopfbahnhof im industriell geprägten, zum Bezirk Tsurumi-ku gehörenden Stadtteil Suehirochō steht am südlichen Ende einer künstlich aufgeschütteten Halbinsel – unmittelbar am Ufer des mehrere hundert Meter breiten Keihin-Kanals, der den Hauptteil der Hafenanlagen Yokohamas von der Bucht von Tokio trennt. Die von Nordosten nach Südwesten ausgerichtete Anlage besitzt ein einzelnes stumpf endendes Gleis. Es wird an der Südseite, zum Meer hin, von einem Seitenbahnsteig flankiert. Das Empfangsgebäude am Kopfende des Gleises ist ein einfacher Zweckbau mit einer Bahnsteigsperre. Ein kleines Nebengebäude dient als Zugang zum angrenzenden Werksgelände von Toshiba Energy Systems & Solutions, einem Unternehmen des Toshiba-Konzerns: er darf nur von Angestellten sowie angemeldeten Besuchern passiert werden. Eine Bahnfahrt ist die einzige Möglichkeit, hierher zu gelangen; es gibt keine öffentlichen Wege oder Straßen.
Durch Fernsehprogramme und Bücher (unter anderem von Yoriko Shōno) erlangte Umi-Shibaura in Japan Bekanntheit als „der Bahnhof, der nicht verlassen werden darf“. Er ist auch der einzige Bahnhof des Landes, der unmittelbar am Meer liegt. Aus diesem Grund lockt er zahlreiche Tagesausflügler an, die hierherkommen, um die Aussicht auf die Hafenanlagen, die vorbeifahrenden Frachtschiffe und imposante Brückenbauwerke zu genießen. Besonders beliebt sind Ausflüge während des japanischen Neujahrsfestes, wenn die Besucher den ersten Sonnenaufgang des Jahres betrachten. Um den Touristen die mitunter recht lange Wartezeit auf den nächsten Zug zu verkürzen und allgemein die Aufenthaltsqualität zu verbessern, richtete Toshiba im Jahr 1995 den kleinen Umishiba-Park (Umishiba-kōen) ein. Er erstreckt sich unmittelbar westlich des Bahnhofs dem Ufer entlang und ist der einzige Bereich außerhalb des eigentlichen Bahnhofs, der öffentlich zugänglich ist.

## Gleise
| 1 | ▉ Tsurumi-Linie | Asano • Tsurumi |

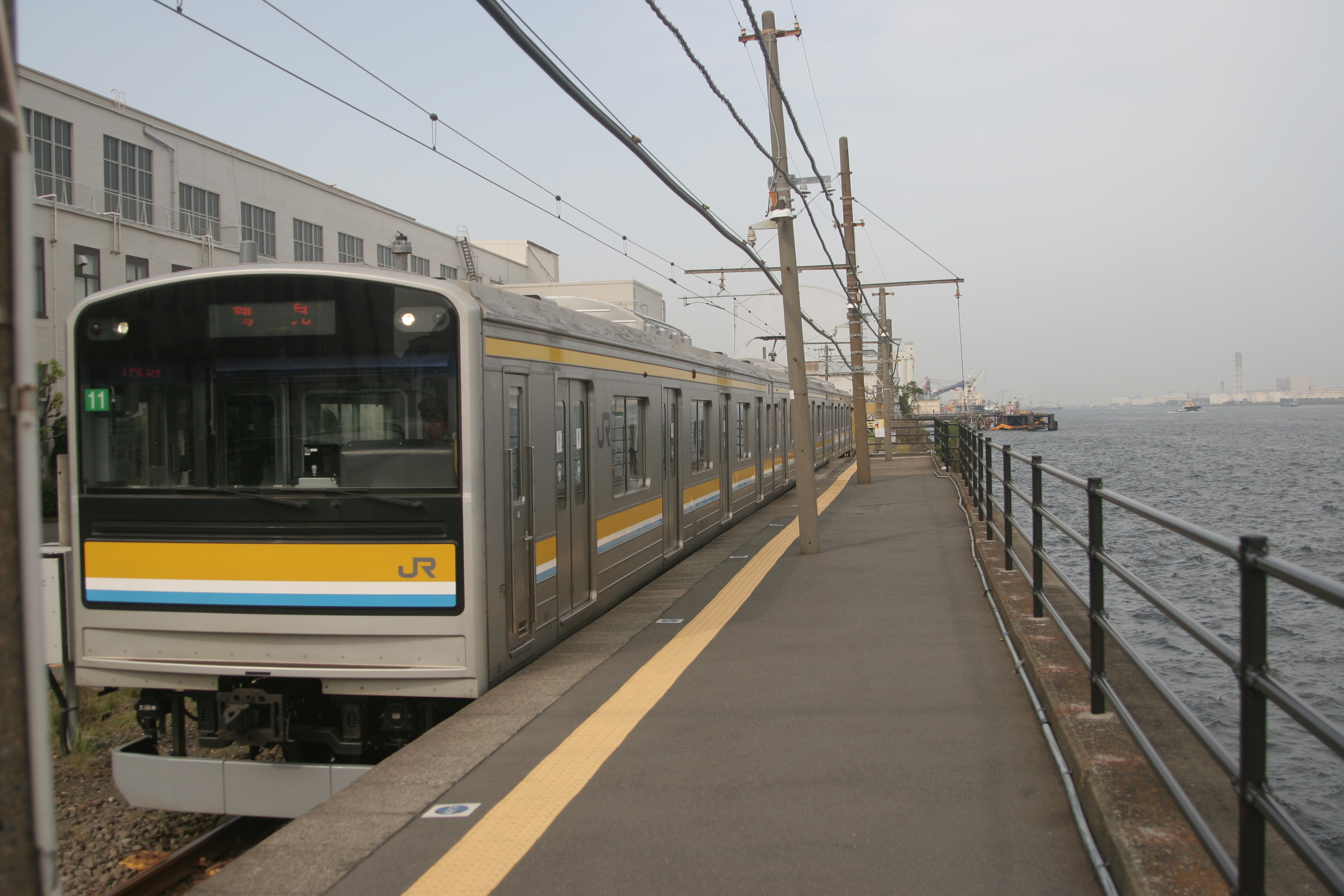
Wartender Zug der Baureihe 205
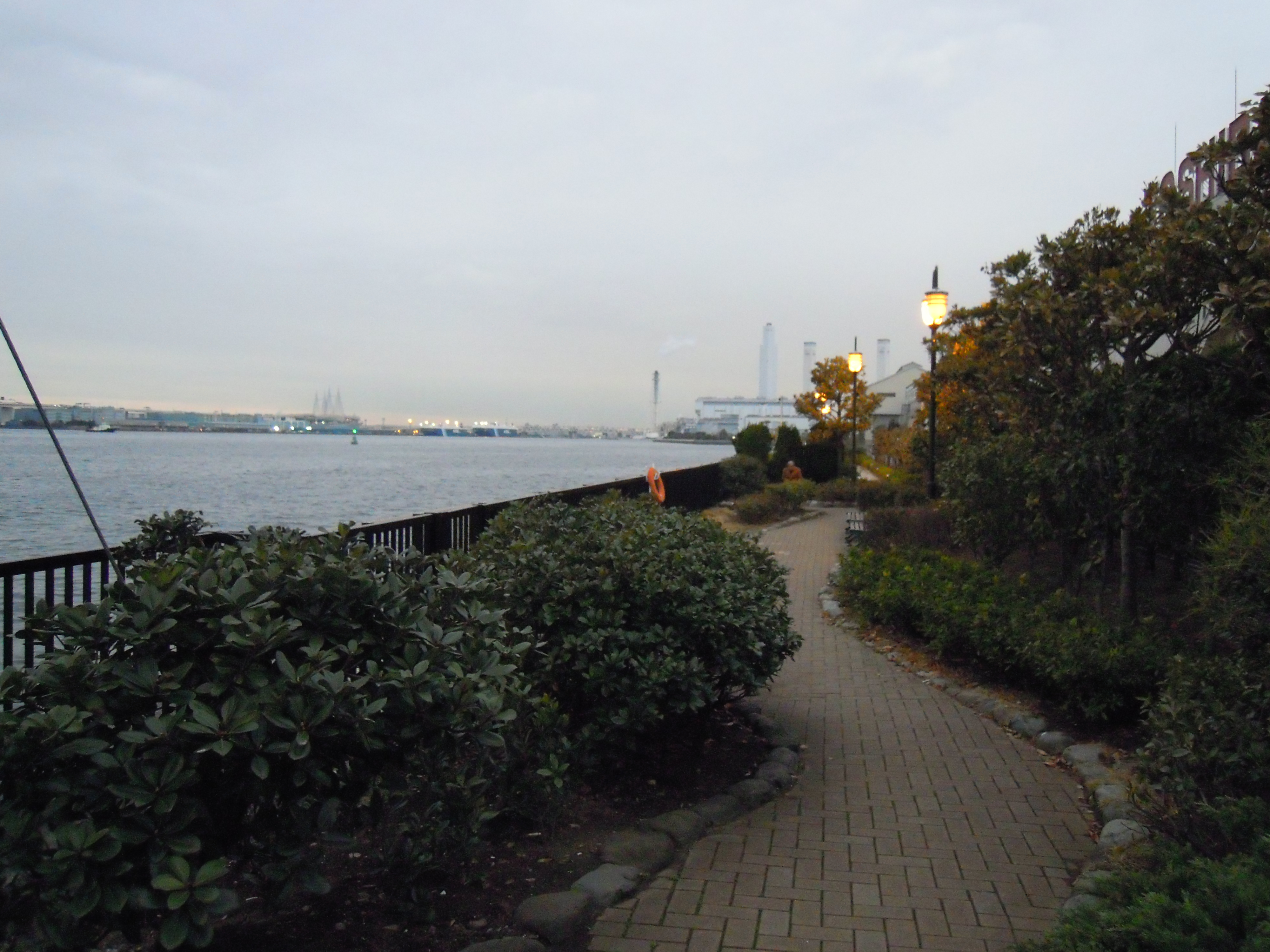
Umishiba-Park
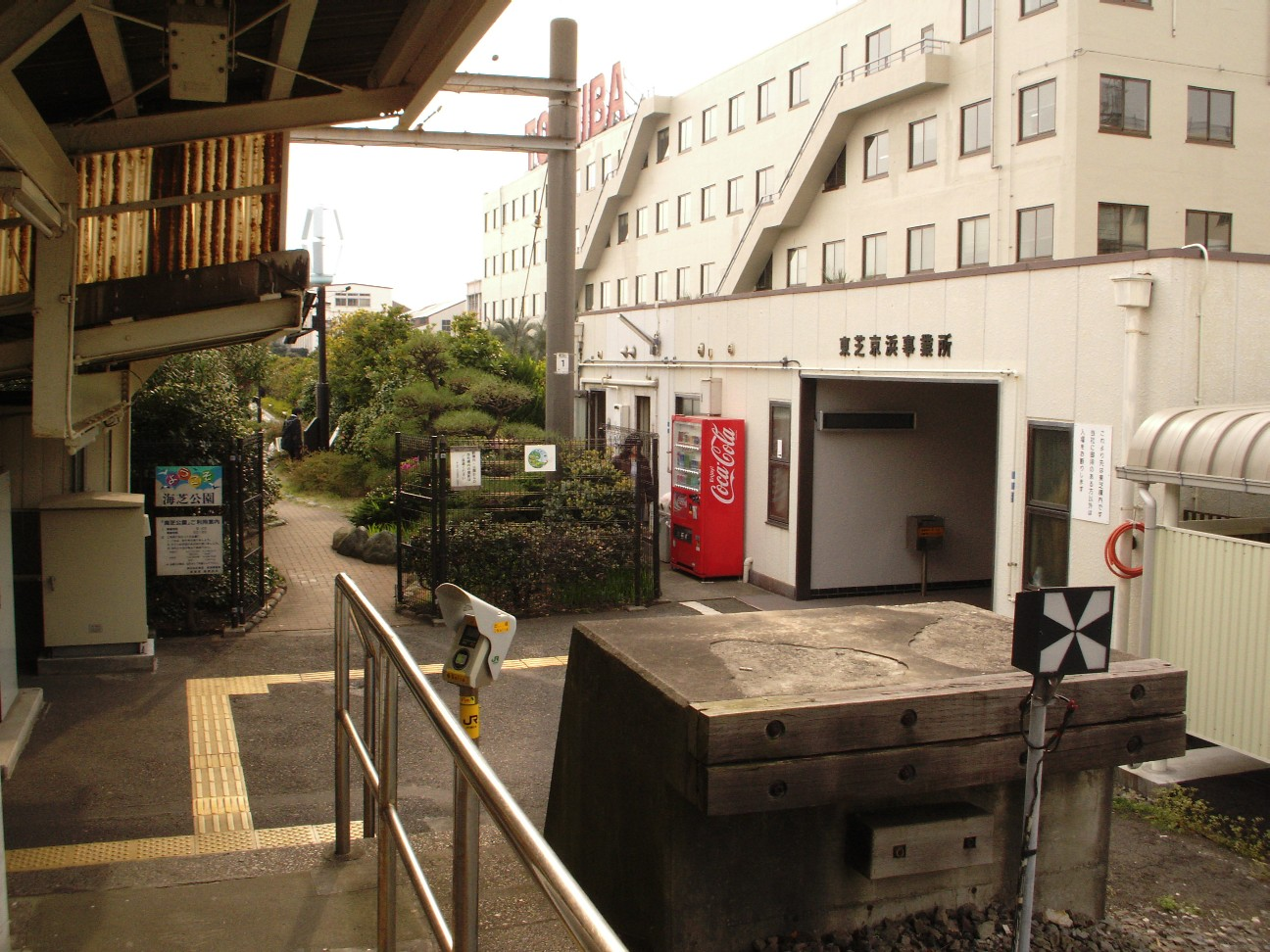
Zugang zum Park (Mitte) und zum Toshiba-Werk (rechts)
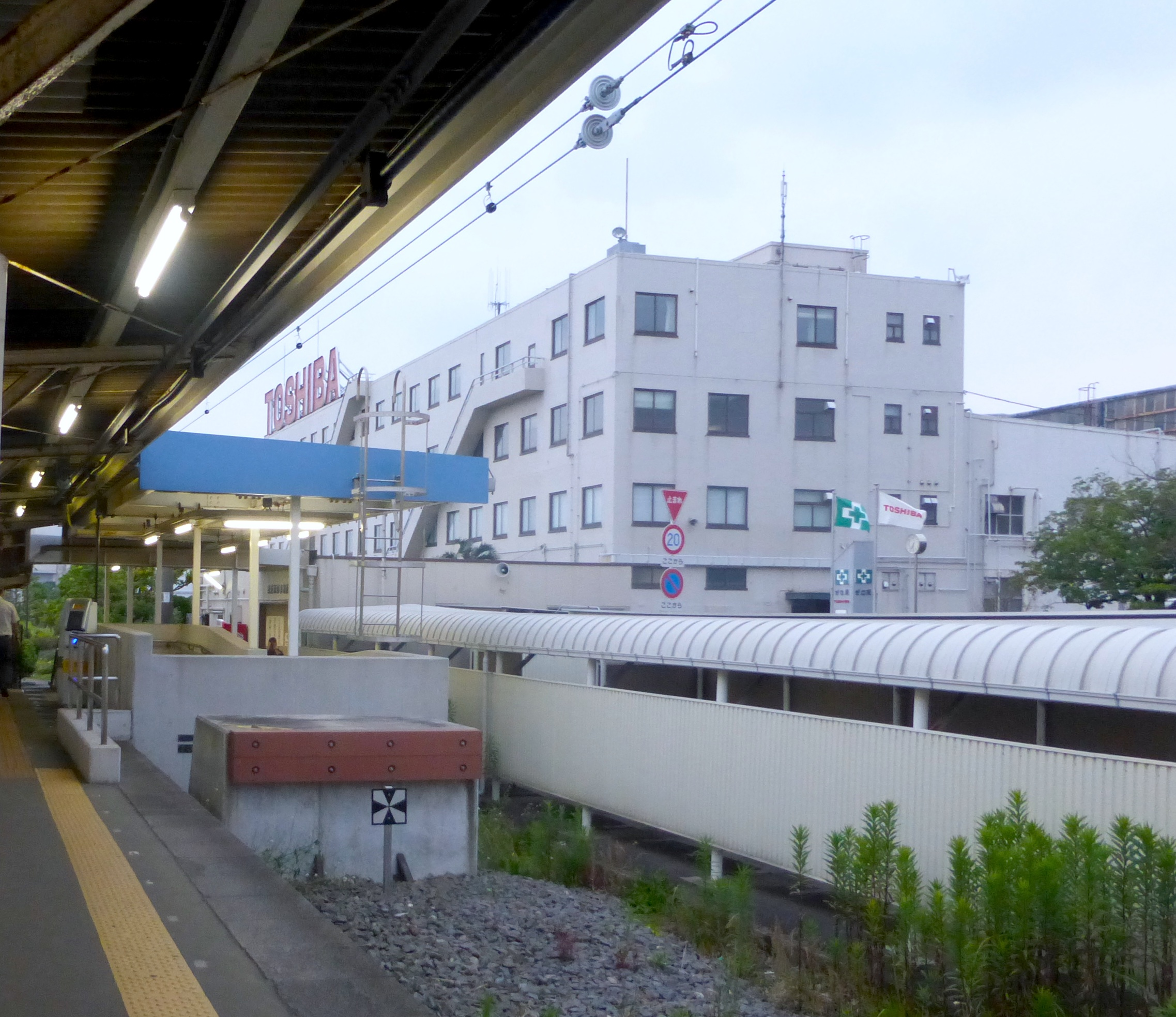
Blick auf das Toshiba-Werksgelände

## Linien
| Verlauf der Tsurumi-Linie |
| --- |
| Tsurumi • Kokudō • Tsurumi-Ono • Bentembashi • Asano • Anzen • Musashi-Shiraishi • Hama-Kawasaki • Shōwa • Ōgimachi Umi-Shibaura-Zweigstrecke: Asano • Shin-Shibaura • Umi-Shibaura Ōkawa-Zweigstrecke: Anzen • Ōkawa |

## Geschichte
1932 hatte die zum Asano-Zaibatsu gehörende Bahngesellschaft Tsurumi Rinkō Tetsudō eine Werksbahn des Unternehmens Shibaura Seisakusho (Vorgänger von Toshiba) erworben, die Asano mit Shin-Shibaura verband. Mit der Integration dieser Zweigstrecke ins übrige Streckennetz kam neben dem Güterverkehr auch Personenverkehr hinzu. Die dadurch erschlossene Fabrik produziert bis heute überwiegend Turbinen. Nach einer markanten Erweiterung des Werks, die vor allem mit dem Pazifikkrieg in Zusammenhang stand, wurde die Zweigstrecke am 1. November 1940 nach Umi-Shibaura verlängert, inklusive mehrerer Anschlussgleise. Während des Kriegs strebte der Staat danach, verschiedene Privatbahnen von strategisch wichtiger Bedeutung unter seine Kontrolle zu bringen. Entsprechend einer 1941 erlassenen Verordnung ging das gesamte Streckennetz der Tsurumi Rinkō Tetsudō am 1. Juli 1943 in staatlichen Besitz über. Seit 1971 ist Asano nicht mehr mit Personal besetzt, als die Japanische Staatsbahn Fahrscheinautomaten installierte. Im Rahmen der Staatsbahnprivatisierung gingen der Bahnhof und die Tsurumi-Linie am 1. April 1987 in den Besitz der neuen Bahngesellschaft JR East über.